# 카니발 (드라마)
《카니발》(영어: Carnivàle)은 2003년부터 2005년까지 방영된 드라마이다.